# Championnats de France d'athlétisme 1971
Navigation
Championnats 1970 Championnats 1972
Les Championnats de France d'athlétisme 1971 ont eu lieu du 23 au 25 juillet 1971 au Stade Yves-du-Manoir de Colombes. Le 20 km marche se déroule le 4 juillet 1971 à Colombes, les épreuves combinées les 17 et 18 juillet 1971 à Saint-Denis.

## Palmarès
| Discipline        | Hommes               | Hommes         | Femmes                   | Femmes       |
| ----------------- | -------------------- | -------------- | ------------------------ | ------------ |
| 100 m             | Jean-Pierre Grès     | 10 s 7         | Sylviane Telliez         | 11 s 9       |
| 200 m             | Gérard Fenouil       | 20 s 6         | Sylviane Telliez         | 23 s 6       |
| 400 m             | Jean-Claude Nallet   | 46 s 0         | Colette Besson           | 53 s 3       |
| 800 m             | Patrick Gadonna      | 1 min 48 s 4   | Chantal Jouvhomme        | 2 min 07 s 7 |
| 1 500 m           | Jean-Pierre Dufresne | 3 min 42 s 2   | Catherine Michaud-Bultez | 4 min 25 s 2 |
| 5 000 m           | Jean Wadoux          | 13 min 49 s 4  | -                        | -            |
| 10 000 m          | Noël Tijou           | 28 min 19 s 2  | -                        | -            |
| 20 km marche      | Jacques Arnoux       | 1 h 36 min 2 s | -                        | -            |
| 100 m haies       | -                    | -              | Jeanne Schoebel          | 13 s 7       |
| 110 m haies       | Guy Drut             | 13 s 7         | -                        | -            |
| 400 m haies       | Michel Montgermont   | 50 s 8         | -                        | -            |
| 3 000 m steeple   | Jean-Paul Villain    | 8 min 27 s 0   | -                        | -            |
| Saut en longueur  | Jack Pani            | 8,02 m         | Odette Ducas             | 6,38 m       |
| Triple saut       | Serge Firca          | 15,98 m        | -                        | -            |
| Saut en hauteur   | Henry Elliot         | 2,12 m         | Marie-Christine Debourse | 1,75 m       |
| Saut à la perche  | Serge Lefebvre       | 5,00 m         | -                        | -            |
| Lancer du poids   | Arnjolt Beer         | 19,45 m        | Maryvonne Maney          | 13,75 m      |
| Lancer du disque  | Jacques Nys          | 55,76 m        | Nicole Pierotti          | 46,78 m      |
| Lancer du marteau | Vladimir Prikhodko   | 66,84 m        | -                        | -            |
| Lancer du javelot | Manuel Ibanez        | 77,96 m        | Martine Bordet           | 47,90 m      |
| Décathlon         | Yves Le Roy          | 7 658 pts      | -                        | -            |
| Pentathlon        | -                    | -              | Odette Ducas             | 4 777 pts    |